# Rahart Adams
Rahart Adams (31 januari 1996) is een acteur die werd geboren in Australië. Hij is vooral bekend van de tiener-sitcom Verhekst! van Nickelodeon. In deze serie speelde Adams de rol van Jax Novoa.

## Televisie
| Jaar      | Serie                | Rol                 |
| --------- | -------------------- | ------------------- |
| 2012-13   | Neighbours           | Alistair O'Laughlin |
| 2013-2015 | Nowhere Boys         | Sam Conte           |
| 2014-2015 | Verhekst!            | Jax Novoa           |
| 2015      | Talia in the Kitchen | Jax Novoa           |
| 2015      | Liar, Liar Vampire   | Davis Pell          |
| 2023      | Gotham Knights       | Brody March         |